# Kabarett im Turm
Kabarett im Turm ist der Titel einer Sendereihe, die seit 4. Juni 2016 vom ORF auf ORF III ausgestrahlt wird. In jeweils einstündigen Folgen zeigen Kabarettisten oder Kabarettgruppen Teile ihrer aktuellen Programme. Die Aufzeichnungen finden im Ringturm in Wien statt.

## Sendungen

### 1. Staffel
- 4. Juni 2016: Joesi Prokopetz – Vorletzte Worte
- 11. Juni 2016: Angelika Niedetzky – Marathon
- 2. Juli 2016: Andreas Ferner – Herr Fessor, OIDA! Chillax!
- 9. Juli 2016: Christoph & Lollo – Das ist Rock'n'Roll
- 16. Juli 2016: Jürgen Vogl – Warum habe ich alles und nicht mehr?
- 23. Juli 2016: Stefan Haider – Sexy Jesus
- 30. Juli 2016: Peter & Tekal (Norbert Peter und Ronny Tekal) – Echt krank!
- 13. August 2016: Gerafi (Gerald Dell'mour und Rafael Wagner) – Zongo (Liebe ist doch analog)

### 2. Staffel
- 4. Februar 2017: Kernölamazonen – Best of
- 11. Februar 2017: Christof Spörk – Ebenholz
- 25. Februar 2017: Verena Scheitz – Scheitz dir nix
- 4. März 2017: Christoph Fälbl – Viecherl & CO
- 11. März 2017: Fredi Jirkal – Best of
- 18. März 2017: Matthias Franz Stein – Jenseits
- 25. März 2017: Ludwig Müller – DichterVerkehr
- 1. April 2017: Nina Hartmann – Best of
- 8. April 2017: Best of (1/2)
- 15. April 2017: Best of (2/2)

### 3. Staffel
- 21. Oktober 2017: Flo und Wisch – AMERIGA[2]
- 29. Oktober 2017: Wolf Gruber – Das Adam & Eva Prinzip – Was Frauen über Männer wissen sollten!
- 4. November 2017: Nadja Maleh – Best of
- 11. November 2017: Thomas Maurer – Maurer ab Hof – Texte aus eigenem Anbau
- 18. November 2017: Bernhard Lentsch – calma
- 25. November 2017: BlöZinger – Glanzlichter
- 2. Dezember 2017: Katie La Folle – Finden
- 9. Dezember 2017: Fredi Jirkal – Der Heimwerkerprofi
- 16. Dezember 2017: Best of (1/2) und Best of (2/2)

### 4. Staffel
- 3. Februar 2018: Angelika Niedetzky – Gegenschuss[3]
- 10. Februar 2018: Gery Seidl – Total spezial
- 24. Februar 2018: Martin Oberhauser – My Fall
- 17. März 2018: Christof Spörk – Am Ende des Tages
- 24. März 2018: Gerald Fleischhacker – Ich bin ja nicht deppert!
- 31. März 2018: Reinhard Nowak – Best Of
- 7. April 2018: Christoph Fälbl & Jürgen Vogl – So oder so
- 14. April 2018: Magda Leeb – Überleeben
- 21. April 2018: Best of – Teil 1
- 28. April 2018: Best of – Teil 2

### 5. und 6. Staffel
- 12. Jänner[4] 2019: Christoph Fälbl und Gerald Pichowetz – Der G’scheite und der Blöde
- 19. Jänner 2019: Ermi-Oma – Ansichtssache
- 26. Jänner 2019: Alf Poier – The Making of DADA
- 15. Februar 2019: Flüsterzweieck – Sketchparade
- 2. März 2019: Gebrüder Moped – Best Of
- 9. März 2019: Dornrosen – Wahnsinnlich
- 30. März 2019: Austrofred – Austrofred liest
- 4. Mai 2019: Gerald Fleischhacker – Gustostückerl
- 1. Juni 2019: Sigrid Spörk – Unter Umständen
- 8. Juni 2019: Vitus Wieser – Gangster
- 15. Juni 2019: Rudi Schöller – Vormärz spricht
- 6. Juli 2019: Guido Tartarotti – Selbstbetrug für Fortgeschrittene
- 13. Juli 2019: Blonder Engel – Ein bunter Strauß aus Liedern
- 3. August 2019: Leo Lukas – Best of
- 10. August 2019: Michael Hufnagl – Abend mit einem Mannsbild

### 7. und 8. Staffel
- 22. Februar 2020: Mike Supancic – Familientreffen[5]
- 29. Februar 2020: Gebrüder Moped – Heute gehört uns Österreich und morgen die ganze Scheibe
- 7. März 2020: Joesi Prokopetz – Gürteltiere brauchen keine Hosenträger
- 14. März 2020: Nina Blum und Martin Oberhauser Jetzt oder nie
- 21. März 2020: Markus Hauptmann feat. Martin Mader – Ein echter Lehrer geht nicht unter
- 4. April 2020: Christine Eixenberger – Fingerspitzenlösung
- 11. April 2020: Günter Tolar und Christoph Prückner – Jüdisches zum Lachen
- 18. April 2020: Isabel Meili – Schlapfen halten
- 25. April 2020: Comedy Hirten – Alles perfekt
- 2. Mai 2020: Luis aus Südtirol
- 16. Mai 2020: Angelika Niedetzky – Pathos
- 23. Mai 2020: Fredi Jirkal – Wechseljahre
- 30. Mai 2020: Christof Spörk – Kuba
- 6. Juni 2020: Kernölamazonen – Was wäre wenn
- 11. Juli 2020: Michael Nikbakhsh und Klaus Oppitz – Niemand nennt uns Mitzi!
- 18. Juli 2020:Harry Prünster & Band – Coole Witz, tolle Hits

### 9. und 10. Staffel
- 4. März 2021: Reinhard Nowak: Meine besten Schmähs
- 25. März 2021: Manuel Rubey – Ich will nur reden[6]
- 8. April 2021: Gerald Fleischhacker – Am Sand
- 15. April 2021: Angelika Niedetzky – Danach
- 6. Mai 2021: Benedikt Mitmannsgruber – Exodus
- 20. Mai 2021: Christoph Fälbl – MidlifePause & MenoCrisis
- 27. Mai 2021: Marecek Musner: Drei
- 10. Juni 2021: Caroline Athanasiadis – Tzatziki im Dreivierteltakt
- 2021: Peter & Tekal – Gesund gelacht
- 4. August 2021: Comedy Hirten: Alles perfekt
- 23. September 2021: Walter Kammerhofer: Das Lustigste vom Kammerhofer
- 23. September 2021: Verena Scheitz scheitzt sich nix
- 30. September 2021: Barbara Balldini: Von Liebe, Sex und anderen Irrtümern
- 7. Oktober 2021: Günther Lainer und Christian Putscher: Wurstsalat
- 21. Oktober 2021: Nina Hartmann: Laut
- 28. Oktober 2021: Ludwig W. Müller: Witz ins Dunkel
- 4. November 2021: Mike Supancic: Auslese
- 11. November 2021: Aida Loos: Filterloos
- 16. Dezember 2021: Weihnachten mit Peter & Tekal: Es ist ein Arzt entsprungen

### 11. und 12. Staffel
- 3. Februar 2022: Michael Nikbakhsh und Klaus Oppitz – Wählt uns![7]
- 10. Februar 2022: Norbert Peter und Ronny Tekal – Was schluckst du?
- 24. März 2022: Gunkl: Die großen Kränkungen der Menschheit
- 24. März 2022:Gunkl: Glück. Eine Vermutung
- 31. März 2022: Walter Kammerhofer – Offline
- 21. April 2022: David Stockenreitner – DOWN
- 12. Mai 2022: Gebrüder Moped – Das Beste aus beiden Welten
- 19. Mai 2022: Christoph Fälbl – Wiener Melange
- 2. Juni 2022: Jimmy Schlager – Leberkaas Hawaii
- 23. Juni 2022: Flo und Wisch – Lockvögel
- 23. Juni 2022: Rosabell (Isabell Pannagl  und  Veronika Rosa Rivo) – Wenn’s passt, dann passt’s
- Isabel Meili – Genug
- 15. September 2022: Isabell Pannagl – Noch immer alles neu
- 22. September 2022: Fredi Jirkal – Die besten Momente
- 6. Oktober 2022: Evelin Pichler – VIP – Very Important Pichler
- 3. November 2022: Heilbutt & Rosen: Endstation Tobsucht
- 27. April 2023: Sonja Pikart – Ein Spatz, ein Wunsch, ein Volksaufstand
- 11. Mai 2023: Didi Sommer – Aufschneidn

### 13. und 14. Staffel
- 12. Jänner 2023: Heinz Marecek – Das ist ein Theater!
- 19. Jänner 2023: Caroline Athanasiadis & Erich Furrer – Julia und Romeo
- 26. Jänner 2023: Walter Kammerhofer – Geh schleich di!
- 2. Februar 2023: Steinböck und Strobl – Wilde Mischung
- 2. Februar 2023: Chrissi Buchmasser – Braves Kind
- 9. Februar 2023: Stefan Haider – Supplierstunde
- 23. Februar 2023: Seppi Neubauer – Das Beste vom Sepp
- 2. März 2023: Romeo Kaltenbrunner – Selbstliebe
- 9. März 2023: Angelika Niedetzky – Der schönste Tag!
- 16. März 2023: Leo Lukas und Lore Li Lukas – Grade nochmal Glück gehabt
- 23. März 2023: Pepi Hopf – Die besten Momente
- 14. April 2023: Christine Eixenberger: Einbildungsfreiheit
- 27. April 2023: Herbert Steinböck – Aus jedem Dorf ein Hund
- 27. April 2023: Sonja Pikart – Ein Spatz, ein Wunsch, ein Volksaufstand
- 11. Mai 2023: Ermi-Oma – 24 Stunden Pflege(n)
- 11. Mai 2023: Didi Sommer – Aufschneidn
- 25. Mai 2023: Pepi Hopf und Fredi Jirkal – Nimm 2 wie Pech und Schwefel
- 25. Mai 2023: Peter ohne Tekal: Norbert Peter – Die letzte Rolle
- 15. Juni 2023: Elena Wolff – Apokalypse Frau